# Partido Liberal Socialdemócrata
El Partido Liberal Socialdemócrata (en inglés: Social Democratic Liberal Party) abreviado como SODELPA, y a veces traducido como Partido Liberal, Democrático y Social, es un partido político nacionalista étnico fiyiano fundado el 28 de enero de 2013 después de la disolución del Partido Unido de Fiyi.

## Historia
En enero de 2013, el régimen militar fiyiano, en el proceso transición a un gobierno civil, inició el registro de partidos políticos de cara a las inminentes elecciones generales. El Partido Unido de Fiyi, denominado Soqosoqo Duavata ni Lewenivanua, fracasó en volver a registrarse debido a la reforma que exigía que los partidos se nombraran en inglés. El partido decidió modificar su nombre a Partido Liberal Socialdemócrata para conservar la sigla SDL. Sin embargo, una enmienda posterior al Decreto de Partidos Políticos prohibió el uso de las siglas de los partidos anteriores, obligando al partido a cambiar su acrónimo a "SODELPA".
Al momento de su fundación, el partido fue liderado provisionalmente por el Dr. Tupeni Baba, pero en el 7 de marzo de 2014 se eligió por unanimidad a la primera ministra del gabinete en la sombra de SDL, Ro Teimumu Kepa, como su primera lideresa permanente. El SODELPA solicitó formalmente su registro el 26 de febrero de 2013, y lo obtuvo el 3 de mayo del mismo año.
La primera disputa electoral del SODELPA fueron las elecciones generales de 2014, en las cuales presentó una lista de 45 candidatos. En julio, lanzó su manifiesto, que prometía reducir la pobreza, restaurar el Gran Consejo de Jefes y revivir el Proyecto de Ley Qoliqoli que había sido detenido por el golpe de 2006. El partido se ubicó en un polarizado segundo lugar detrás de FiyiFirst, la formación política del primer ministro provisional Bainimarama, y se convirtió en principal oposición con 15 de los 50 escaños parlamentarios. Después de la elección, Teimumu Kepa se convirtió en Líder de la Oposición. En junio de 2016, Kepa anunció que renunciaba a la presidencia del SODELPA, pero que se mantendría como Líder de la Oposición parlamentaria por el resto de la legislatura. Fue reemplazada por el ex primer ministro Sitiveni Rabuka.
Para las elecciones generales de 2018, el SODELPA presentó candidatos para todos los 51 escaños, de los cuales solo 7 eran mujeres. Rabuka fue su cabeza de lista y candidato a primer ministro. Prometió durante la campaña restaurar la vigencia de la Constitución de 1997 previa al golpe, traer de vuelta el Gran Consejo de Jefes, y volver a implantar el sistema electoral de escrutinio mayoritario uninominal por distritos comunales en reemplazo del actual sistema de representación proporcional por listas. El partido recibió un fuerte repunte de once puntos porcentuales con el 39.85% y aumentó su número de escaños de 15 a 21, pero todavía se quedó diez puntos por debajo del oficialismo, que logró el 50.02% y una mayoría exigua de 27 escaños. El liderazgo del SODELPA declaró que impugnaría el resultado, al considerar que las cifras eran fraudulentas. Rabuka reemplazó a Kepa como Líder de la Oposición el 20 de noviembre de 2018.

## Historia electoral
|  | 28.39 % |

|  | 39.85 % |

|  | 5.14 % |